# Plebania Wola
Plebania Wola – wieś w Polsce położona w województwie lubelskim, w powiecie parczewskim, w gminie Dębowa Kłoda.
| SIMC    | Nazwa | Rodzaj    |
| ------- | ----- | --------- |
| 0011498 | Borki | część wsi |

Wieś szlachecka położona była w drugiej połowie XVI wieku w powiecie lubelskim województwa lubelskiego. W latach 1975–1998 miejscowość administracyjnie należała do województwa bialskopodlaskiego.
We wsi rozpoczęła działalność szkoła podstawowa (zamknięta w 2002 roku z powodu braku dzieci) W II połowie lat 80. Gminna Spółdzielnia „SCh” w Dębowej Kłodzie wzniosła we wsi pawilon handlowy. Mieszkańcy wsi zbudowali kaplicę filialną należącą do parafii pw. św. Jana Chrzciciela w Parczewie.
Wieś stanowi sołectwo w gminie Dębowa Kłoda. Według Narodowego Spisu Powszechnego z roku 2011 wieś liczyła 227 mieszkańców.
Wierni Kościoła rzymskokatolickiego należą do parafii św. Jana Chrzciciela w Parczewie.

## Historia
Metryka wsi sięga XV wieku. W 1401 roku król Władysław Jagiełło podarował kościołowi w Parczewie wyspę zwaną Ostrów na rzece Konotopie, w odległości jednej mili od miasta, dla osadzenia na tym terenie chłopów. W 1432 r. wieś występuje jako posiadłość plebana parczewskiego, zwana „Ostrow” która w 1544 r. została określona mianem wsi. Z rejestrów poborowych z roku 1563 wynika że pleban parczewski opłacał pobór ze wsi „Osstrówek” od 2 łanów osiadłych i 2 komornic. Pomiędzy rokiem 1564 a 1580 r. zmieniła wieś zmieniła nazwę na Plebania Wolya, tak też była nazywana w okresie XVII do XIX wieku i współcześnie. Nazwy Ostrów i Ostrówek związane z Plebanią Wolą zagineły.

W drugiej połowie XVII wieku w 1658 roku Plebania Wola została wyznaczona jako miejsce postoju chorągwi królewskich rotmistrza Morzkowskiego. Żołnierze, ponieważ nie otrzymywali żołdu, zabierali chłopom zboże i dobytek gospodarski.
Według opisu z XIX wieku Plebania Wola to wieś i folwark nad rzeką Konotopą w powiecie włodawskim, gminie Dębowa Kłoda, parafii Parczew.
Około roku 1887 wieś posiadała 54 domów i 893 mieszkańców 548 mórg ziemi, a wraz z folwarkiem Borki 938 mórg. Według noty słownika z roku 1887 była tu gleba żytnia.

Spis z roku 1827 wykazał we wsi 46 domów 236 mieszkańców.
22 lipca 1944 wieś została spacyfikowana przez oddziały niemieckie wraz z SS i kałmucka kawalerią. Spalono 138 budynków mieszkalnych i gospodarczych. Gwałcono kobiety, rabowano inwentarz. Wywieziono 44 mężczyzn, 23 z nich rozstrzelano.
W latach 1954-1959 wieś była siedzibą gromady Plebania Wola, po jej zniesieniu w gromadzie Dębowa Kłoda. Po reformie administracji w 1973 r. w gminie Dębowa Kłoda.